# Оук Риџ (Мисури)
Оук Риџ (енгл. Oak Ridge) град је у америчкој савезној држави Мисури.

## Демографија
По попису из 2010. године број становника је 243, што је 41 (20,3%) становника више него 2000. године.
| Група             | 2000.       | 2010.       |
| Белци             | 198 (98,0%) | 229 (94,2%) |
| Афроамериканци    | 2 (1,0%)    | 1 (0,4%)    |
| Азијати           | 0 (0,0%)    | 0 (0,0%)    |
| Хиспаноамериканци | 0 (0,0%)    | 3 (1,2%)    |
| Укупно            | 202         | 243         |